# マスデバリア・インフラクタ
マスデバリア・インフラクタ Masdevallia infracta は、マスデバリア属のラン科植物。3本の尾状突起のある丸っこい花を付ける。

## 特徴
常緑性多年草で着生植物。この属では中型の種で、葉は長さ8-12cm、倒披針形で肉厚。
花期は冬から春。花茎は直立して高さ10cmほど。先端に少数花をつけるが、1花ずつ連続して咲かせる。花は2×7cm前後で、鑞質で花色には変異が多い。普通のものは白地に暗紫色の薄いぼかしが入るが、濃紫色、赤褐色、黄色等を呈するものもある。萼片は基部は椀状で、先端は丸くてそこから長い尾状突起を伸ばす。花弁は長方形で緑白色、唇弁は偽宝珠形で淡い緑褐色。
種小名は「破れた」の意で、その花の形が前で破れた袋を思わせるためと思われる。

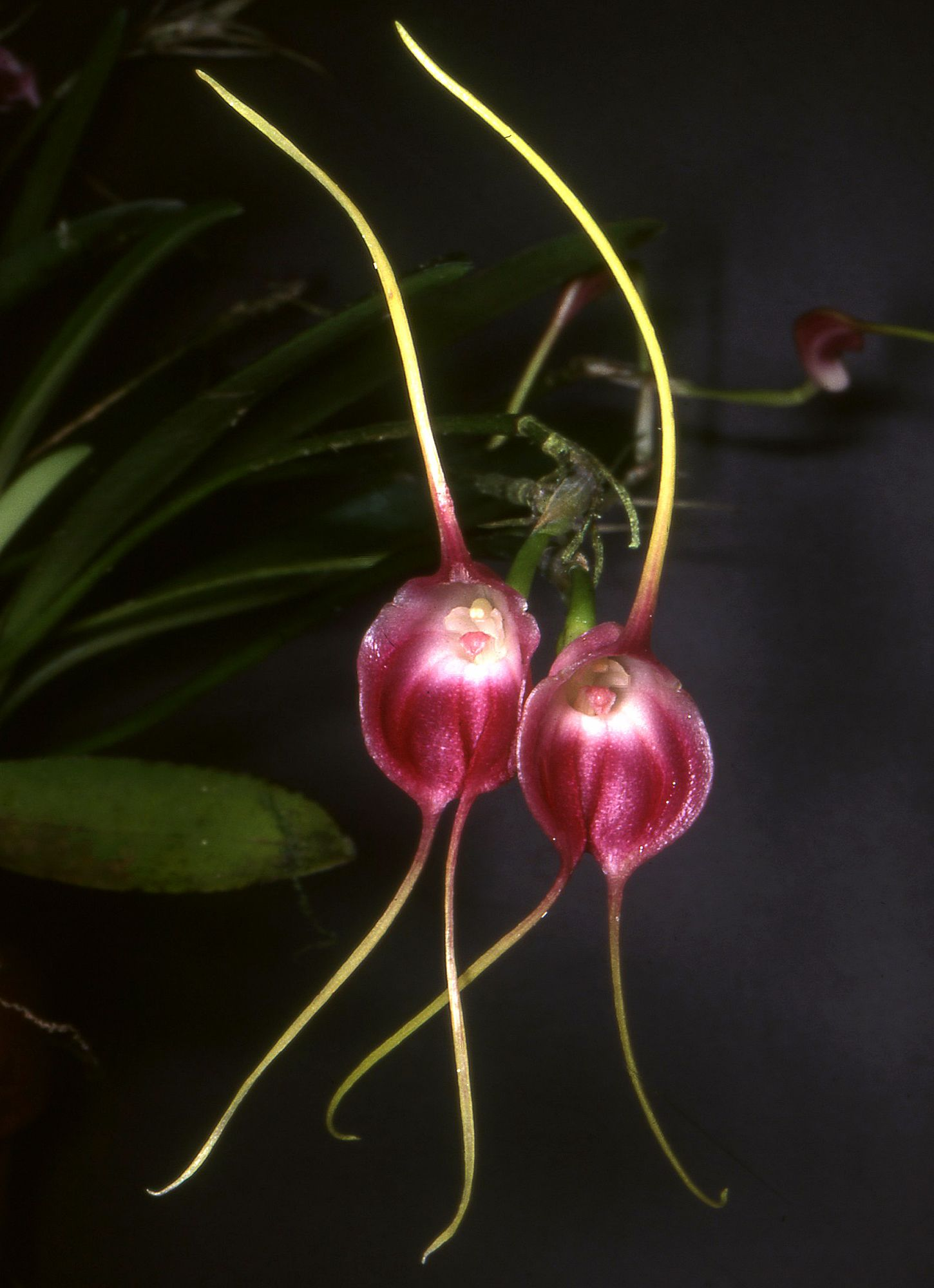
紫系の花
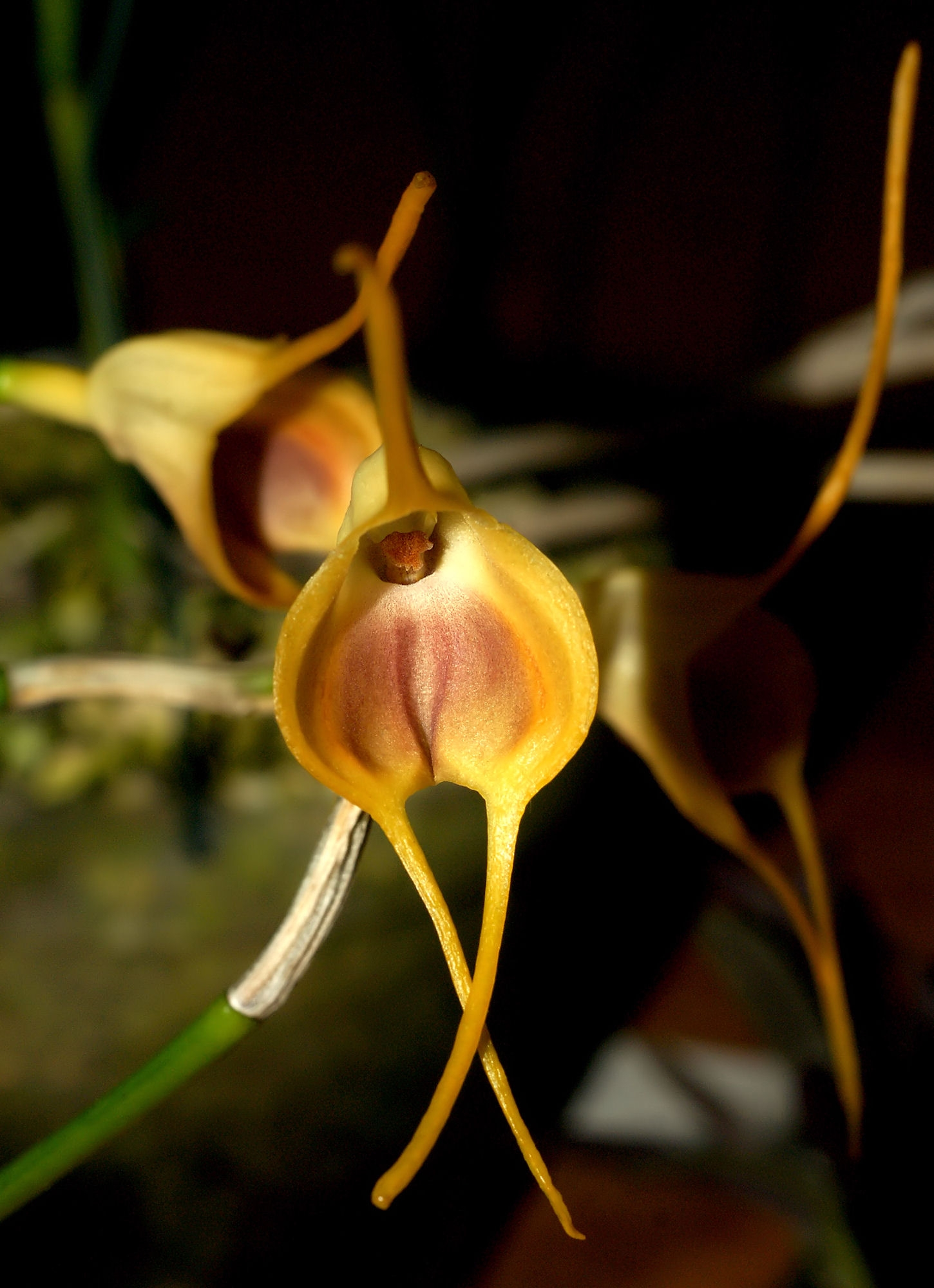
黄色系の花
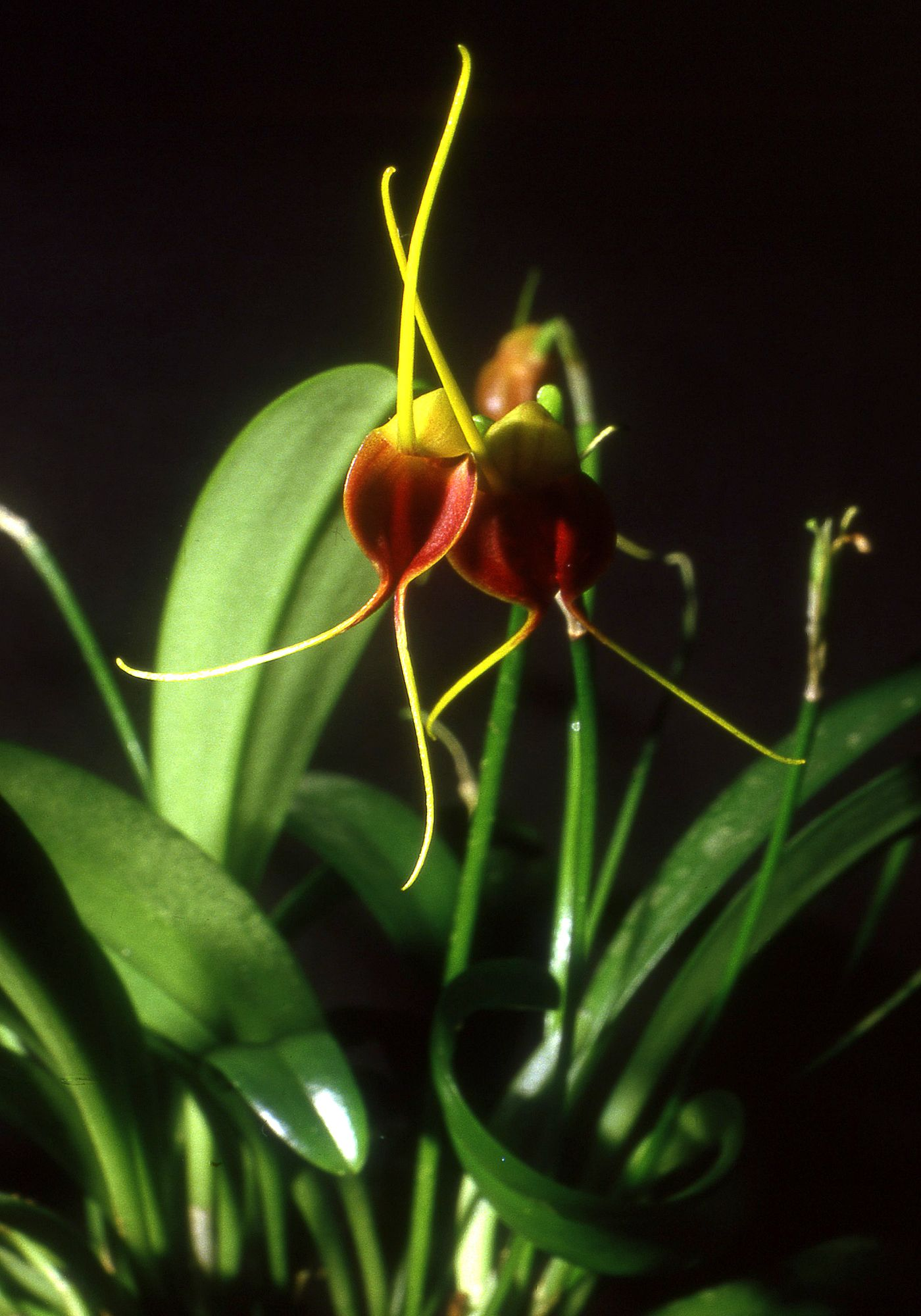
全草

## 分布と生育環境
ブラジル南東部のミナスジェライス周辺の内陸低山域に分布する。

## 利用
洋ランとして栽培される。この属のものは熱帯域でも高地に産し、日本では夏の暑さに耐えられない、いわゆるクールタイプと呼ばれるものが多い。その中で本種は比較的低地の産であり、耐暑性があることから栽培しやすいものとされている。